# La solitudine (Léo Ferré)
La Solitudine è un album in italiano di Léo Ferré del 1972.

## Tracce
Traduzioni : Enrico Médail
Lato A
1. I Pop - 5:02
2. Piccina - 4:16
3. Pepee - 4:27
4. La Solitudine - 5:26

Lato B
1. Niente più - 3:45
2. Gli Anarchici - 3:07
3. Il tuo stile - 3:31
4. Tu non dici mai niente - 5:51
5. Col tempo - 4:25